# Fontana Passugg

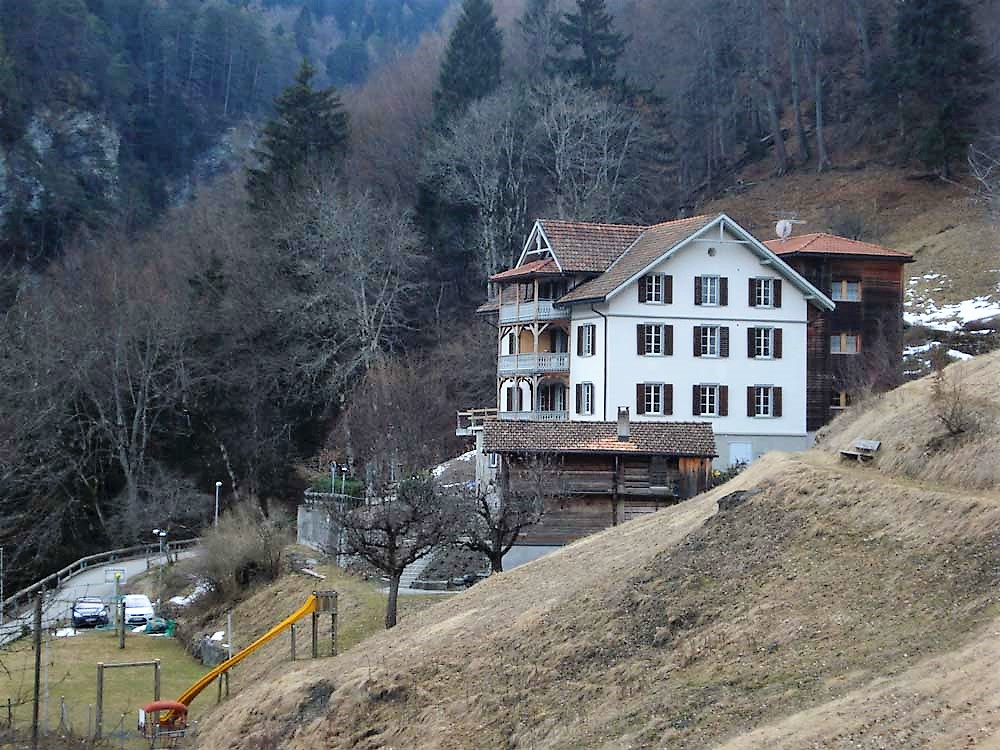
Aussenansicht der Fontana Passugg

Bei der Pension Fontana Passugg handelt es sich um ein Gebäudekomplex samt umliegendem Land am Riedwisli in Passugg, einem Teil der Gemeinde Churwalden im Kanton Graubünden, Schweiz. Riedwisli befindet sich auf dem westlichen Hang der Rabiosa-Schlucht.
Die 1897 gegründete und bis 1970 betriebene Pension wurde 1993 dem Bündner Hilfsverein für Gehörlose vererbt. Die daraufhin gegründete Genossenschaft Fontana Passugg betrieb dort bis 2012 eine Bildungsstätte für Gehörlose, Spätertaubte und Schwerhörige. Seit 2019 dient das Gebäude als Campus für die Swiss School of Tourism and Hospitality.

## Geschichte

### Pension
Das Grundstück der Pension liegt in unmittelbarer Nachbarschaft zur Rabiosa und gehörte trotz geografischer Zugehörigkeit zu Passugg (und damit zu Churwalden) politisch zu Malix. Durch die Fusion von Malix mit Churwalden 2009 liegt das Haus heute auf Churwaldner Territorium.
Die Pension Fontana oberhalb Passugg stammt aus Jahr 1897. Der Bauherr des Kur- und Gasthauses, Anton Brüesch, bewirtschaftete mit seiner Familie den Betrieb. Das Haus war wie rund ein Dutzend ähnlicher Pensionen und Hotels in Sichtweite zum Kurhaus Passugg platziert. Zwischen den beiden Weltkriegen florierte der Betrieb. Nach dem Tod von Anton Brüesch führte seine Tochter Dorothea den Betrieb weiter. Die Liegenschaft bestand aus dem Pensionsgebäude mit Wohnhaus, Chalet, Waschhaus, Stall und 2,6 Hektaren Wiesland und Wald. Ein Waldweg führte von der Pension direkt zur Trinkhalle. Unterhalb der Liegenschaft, 10 Spazierminuten entfernt von Fontana, wurde das Passugger Mineralwasser abgefüllt. Die Pension wurde bis 1970 betrieben.

### Erbfolge
Am 4. Februar 1983 wurde das Testament von Dorothea Brüesch eröffnet. Sie bestimmte mit ihrem Letzten Willen, dass die Liegenschaft mit allen Gebäuden dem „Taubstummen- und Schwerhörigenverein Graubünden“ in Chur übergeben wird. Von den drei für Hörbehinderte tätigen Vereinen im Kanton Graubünden war keiner unter obigem Namen eingetragen. Das Erbe wurde daraufhin dem Bündner Hilfsverein für Gehörlose zugesprochen.
Im Jahr 1992 wurden durch den Bündner Hilfsverein für Gehörlose, dessen Mitglieder überwiegend hörend sind, Gebäude und Grundstücke aufgeteilt und zum Kauf angeboten. Gegen dieses Vorhaben, das aus Sicht der Gehörlosengemeinschaft dem Willen von Dorothea Brüesch in keiner Weise entsprach, regte sich Widerstand. Der von der Gehörlosengemeinschaft 1993 gegründete Selbsthilfeverein, die Genossenschaft Fontana Passugg, unterzeichnete am 31. März den Kaufvertrag. Das Anwesen ging für 118'000 Franken an die Genossenschaft über.

### Bildungsstätte für Hörbehinderte
Die Pension Fontana Passugg wurde zu einer vom Kanton Graubünden anerkannte Bildungsstätte für Gehörlose, Taube und Schwerhörige. Es war eine Bildungsstätte mit der Aufnahme von Freizeiten, Tagungen; u. a. zum Erlernen der Gebärdensprache, und des Übernachtungsangebots. Einige Veranstaltungen waren auch für Hörende offen. Schweizweit war die nicht-kommerziell ausgerichtete Bildungsstätte die einzige ihrer Art.
In der Folge verwirklichten Gehörlose, Schwerhörige und Ertaubte gemeinsam mit Hörenden in einem Selbsthilfeprojekt unter persönlichen Einsatz und vielen Frondienststunden ihre Vision eines Bildungs- und Kulturhauses. Für 10‘000 Gehörlose, 700‘000 Schwerhörige und 3‘000 Ertaubte entstand ein Begegnungs- und Bildungszentrum. Die angebotenen Kurse hatten weiterbildenden Charakter, fördernden aber auch ganz gezielt das Gemeinschaftserlebnis zwischen Gehörlosen, Hörbehinderten und Hörenden.
Hierzu erfolgte im Jahr 1995 der erste Spatenstich und Fertigstellung für den Anbau an das Hauptgebäude. Im darauffolgenden Jahr begann der Probebetrieb der Pension Fontana Passugg, 1997 der Vollbetrieb. 1998 wurde das dreijährige Pilotprojekt „Erwachsenenbildung für Gehörlose und Hörbehinderte“ gestartet. Im Folgejahr fand das erste Fontana-Fest mit 250 Besuchern und Besucherinnen statt, zudem wurde erstmals am Churer Stadtfest teilgenommen. Im Jahr 2000 wurden Erweiterungsbauten errichtet und der neue Spiel- und Sportplatz unterhalb der Bildungsstätte eingeweiht.
Im Jahr 2001 erschien die erste Fontana-Zeitung und das dreijährige Bildungsprojekt ging zu Ende. Im Folgejahr wurde das zweite Bildungsprojekt für drei Jahre gestartet. Im Zentrum standen nun Schwerhörige und Ertaubte. Im Jahr 2004 ging das Haus Alpenblick in den Besitz der Genossenschaft Fontana Passugg über. Damit stand dem Seminarbetrieb ein zweiter guter Schulungsraum zur Verfügung. 2006 erfolgte eine Neupositionierung. Der Vorstand beschlioss, die Pension und das Bildungsangebot gezielter auch für die hörende Welt zu öffnen. Im Vordergrund blieb aber die ursprüngliche Zweckbestimmung, Gehörlosen, Schwerhörigen, Ertaubten und CI-Trägern Bildungs- und Kulturangebote zu bieten, welche auf die Bedürfnisse dieser Gruppen zugeschnitten sein sollen.
Aus wirtschaftlichen Gründen wurde vom Vorstand beschlossen, den Betrieb Ende 2012 mit einem Pachtleihevertrag einem Betriebsleiter zu übergeben.
Der Fokus des Wirkens der Genossenschaft richtet sich nun auf die neu ins Leben gerufene Fachstelle FsB für bilinguale Bildung.

### SSTH-Campus
Nach Ablauf der Übergangsfrist konnte das Gelände mit den bestehenden Gebäuden am 1. Januar 2019 der Swiss School of Tourism and Hospitality Passugg als Campus für ihre Studenten mit einem Mietkaufvertrag übergeben werden; 2023 wurde das Gelände mit den bestehenden Gebäuden erworben.